# 锡克人
锡克人（英語：Sikh，sikkh ˈsɪkkʰ ），亦称锡克教徒、锡克教信徒，指信仰锡克教的信徒。“Sikh”（锡克教徒）一词源自梵语“shishya”，意思即“弟子”或“学生”。
锡克教徒的显著特征为裹头巾，头巾色泽无定规，随个人喜好，或按衣服穿着的颜色搭配；留长髮、蓄胡须，带铁手镯、配短剑，穿短裤。錫克教核心的思想是平等，諸如必須不分物種、種族、階級、性別、信仰、性傾向之類。饮食方面没有什么严格的禁忌，锡克教虽然允许吃肉，但必須吃屠宰過程迅速的牲畜的肉，且禁止吃按宗教儀式（例如清真或猶太教）屠宰牲畜的肉食與牛肉，另外禁烟禁酒。男性錫克教徒通常以辛格（「獅子」）作為他們的姓氏，儘管並非所有名字中有辛格的人都是錫克教徒；同樣，女性錫克教徒的姓氏是 Kaur（“公主”）。這些獨特的姓氏是古魯們為了讓錫克教徒脫穎而出而賦予的，也是對印度種姓制度的蔑視，古魯們一直反對這種制度。錫克教徒堅信 sarbat da bhala（“所有人的福利”）的理念，並且經常出現在前線，在世界各地提供人道主義援助。
根据锡克教教义的规定，锡克教信奉真神“真名”严格信仰一神论，认为神是唯一的、是全知全能的，是宇宙万物的缔造者，渗透每一个大自然的一部分，永恒超出, 是公证而仁慈的。锡克教徒尊崇祖师“古鲁”（Guru，即“上师”之意），共有10位。锡克教的经文《古鲁·格兰特·萨希卜》（Guru Granth Sahib）被锡克教徒奉为第11位古鲁——即永远活着的师尊。
大部分锡克人居于印度与巴基斯坦的旁遮普地区。从中文表述上，这个群体主要有锡克人、锡克教徒二种称谓。但“锡克人”是作为社会群体的称谓，侧重于从文化、习俗和宗教信仰对这个群体的分类，而“锡克教徒”则单纯从宗教信仰对这一群体的分类。